# Arturo Zanuso
Arturo Gaetano Antonio Anna Zanuso (Valdagno, 27 gennaio 1903 – Valdagno, 1968) è stato uno scrittore e traduttore italiano.

## Biografia
Nacque da Margherita Pizzati e Domenico, già sindaco di Valdagno nel primo periodo di sviluppo economico e industriale della zona.
Frequentò le scuole di base nel paese nativo (periodo durante il quale rimase orfano del padre, precisamente nel 1911) e in seguito il ginnasio a Vicenza e il liceo classico a Bologna. Nell'ultima città si laureò in legge nel luglio 1925, con una tesi intitolata Formalità del testamento pubblico.
Nonostante lunghi periodi di assenza, rimase sempre molto legato a Valdagno, e in particolar modo all'ambiente naturale circostante: profondo conoscitore delle Piccole Dolomiti e dei Lessini, appassionato escursionista e scalatore, fu nel 1922 tra i soci fondatori della sezione valdagnese del CAI. Lasciava spesso la casa cittadina per soggiornare nella località montana di Castelvecchio, una frazione di Valdagno, in una villetta di proprietà della famiglia.
Amava molto viaggiare, all'inizio anche per motivi di lavoro, poiché si occupò per breve tempo dell’acquisto di lane per conto del lanificio Marzotto, ma più tardi continuò a muoversi per conto proprio. Visitò le grandi città europee e fece lunghe e talvolta avventurose escursioni in Sudafrica e in Australia, per conoscere genti e paesi. Da queste esperienze importanti egli trasse molti spunti quando iniziò a scrivere, scoprendo così la sua autentica vocazione, la letteratura, verso cui era già portato come appassionato lettore, anche di libri in lingua originale francese e inglese, poiché durante il periodo fascista molti libri non erano ancora stati tradotti.
Mortagli la madre nel 1928, sposò lo stesso anno Giulia Torres, figlia di Giuseppe, noto architetto veneziano. La moglie, che gli diede tre figlie, gli offrì la possibilità di entrare in contatto con esponenti dell'élite cittadina e nazionale, tra cui lo scrittore Giovanni Comisso e il pittore Juti Ravenna. Separatosi dopo il secondo conflitto mondiale, tornò a Valdagno dove continuò la sua attività di scrittore per tutta la vita.
La passione per la montagna (fu tra i soci fondatori della sezione valdagnese del CAI) e i viaggi compiuti per lavoro e diletto gli fornirono il materiale per racconti e romanzi, tra cui si ricordano alcuni di ambientazione esotica come Deserto (Garzanti, 1940), Vento del Sud (uscito a puntate tra il 1941 e il 1942 sulla rivista L'Illustrazione Italiana e poi in volume, con alcune modifiche, nel 1945 per i tipi dell'Ateneo Veneto) e Il Sud Africa (Garzanti, 1943), ma soprattutto la tetralogia di sfondo montano avente come protagonista Emilio Ersego: La strada di Attila, L'osteria del magazin (finalista al Premio Letterario Venezia del 1949), Il viale degli olmi ed Excelsior (questi ultimi due inediti quando l'autore era in vita), poi tutti pubblicati, tra il 2010 e il 2012, da Cierre edizioni in tre volumi: La strada delle Piccole Dolomiti, L'osteria del magazin e Il Viale degli Olmi. La sua opera è caratterizzata da uno stile sobrio e realistico, estraneo alla retorica dannunziana allora imperante.
Lo Zanuso si provò anche come traduttore, dando la versione di Hell on Trial di René Belbenoît (col titolo Inferno, Garzanti 1940).
Presso la vicentina Biblioteca civica Bertoliana sono custoditi suoi manoscritti e dattiloscritti, mentre diverse scansioni degli scritti dell'autore, afferenti al Fondo Zanuso della Biblioteca Civica Villa Valle, sono consultabili online.